# Gliese 674
Gliese 674 é uma estrela anã vermelha na constelação de Ara. Com base em sua paralaxe, está localizada a 14,8 anos-luz (4,54 parsecs) da Terra, sendo uma estrela próxima. Com uma magnitude aparente de 9,382, não é visível a olho nu.
Gliese 674 tem uma classificação estelar de M2.5 ou M3 V, o que significa que é uma estrela de classe M da sequência principal (anã vermelha). É uma estrela pouco luminosa, com uma magnitude absoluta de apenas 11,09. Sua massa é de 0,35 massas solares. Brilha com 0,016 vezes a luminosidade do Sol a uma temperatura efetiva de 3 600 K. Tem uma idade estimada entre 100 milhões e 1 bilhão de anos.
Em 2007 foi achado pelo método da velocidade radial um planeta extrassolar de massa intermediária orbitando Gliese 674 a um semieixo maior de apenas 0,039 UA.
| Planeta | Massa     | Semieixo maior (UA) | Período orbital (dias) | Excentricidade |
| ------- | --------- | ------------------- | ---------------------- | -------------- |
| b       | >11,09 M⊕ | 0,039               | 4,6938 ± 0,007         | 0,20 ± 0,02    |